# ヘンペルのカラス
ヘンペルのカラス （英: Hempel's ravens） とは、ドイツのカール・ヘンペルが1940年代に提出した、帰納法が抱える根本的な問題（「帰納法の問題」）を喚起する問題である。
「カラスのパラドックス」とも呼ばれるが、パラドックスとして扱うべきかどうかには異論もある。
なお「ヘンペルのカラス」には、根本的かつ重大な欠陥が含まれている。（#対偶論法を使用できない問題について）

## 概要
「ヘンペルのカラス」は「全てのカラスは黒い」という命題を証明する以下のような対偶論法を指す。
「AならばBである」という命題の真偽は、その対偶「BでないものはAでない」の真偽と必ず同値となる。全称命題「全てのカラスは黒い」という命題はその対偶「全ての黒くないものはカラスでない」と同値であるので、これを証明すれば良い。そして「全ての黒くないものはカラスでない」という命題は、世界中の黒くないものを順に調べ、それらの中に一つもカラスがないことをチェックすれば証明することができる。
つまり、カラスを一羽も調べること無く、それが事実に合致することを証明できるのである。これは（この論法は）日常的な感覚からすれば奇妙にも見える。
こうした論法が「ヘンペルのカラス」と呼ばれている。
- 一羽の黒いカラス。一羽の黒いカラスを観察しても、「全てのカラスが黒い」とは証明できない。
- だが（この世の）全ての黒くないものを、漏れなく全て調べ、もしそこにカラスが一羽も混じっていなければ、「全てのカラスは黒い」と証明できたことになる。（この写真は、全ての黒くないもの の ほんの一部でしかないが、とりあえずリンゴの一部を調べている段階のイメージ）。
- 前の写真の続き。この写真は（この世の）全ての黒くないものを調べるために、その一部である、黒くないタオルの一部を調べて、そこにカラスが混じっていないか、確認している段階のイメージ。（この世の黒くないもの全部を調べなければならないので、世界中（宇宙中）を駆け巡らなければならず）一体どれだけ調べればよいのか...誰にも見当がつかないが、もしも仮に... 全ての黒くないものを調べることができるのなら...もし仮にそんなことができると仮定して、なおかつ、そこに一羽のカラスも入っていなければ、「全てのカラスは黒い」と証明できることになる。
- 観察者は、もし全ての黒くないものを調べ尽くすことができて、調べ尽くした段階で、そこにカラスが一羽も入っていなければ、この黒い鳥がカラスかキュウカンチョウかを判断しなくても、全てのカラスが黒いということを証明できる。

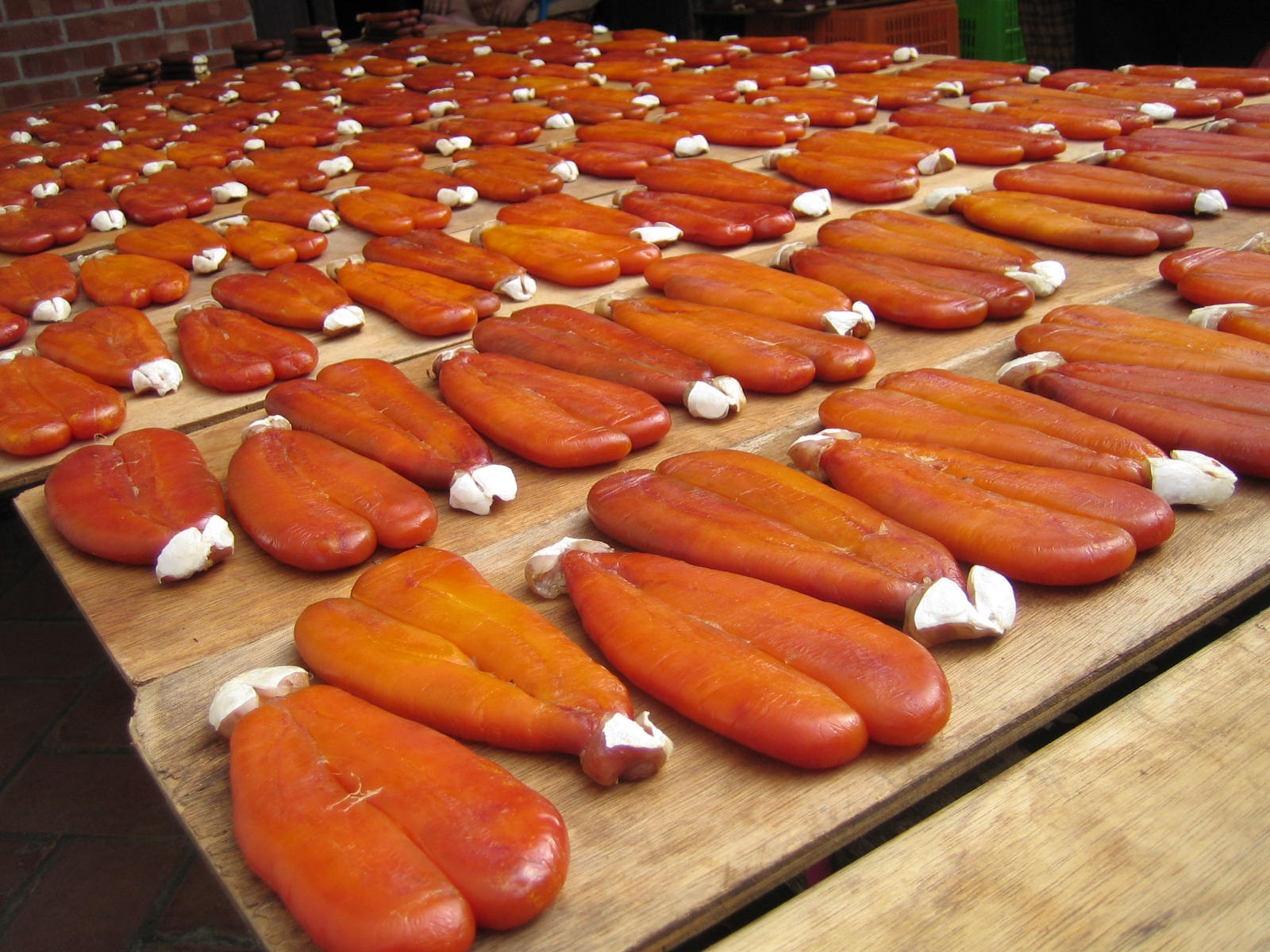
黒くなくカラスでない（カラスミ）

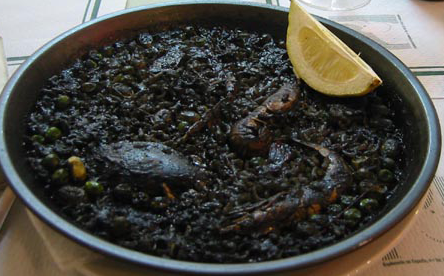
黒いものがカラスかイカスミかを調べる必要はない。

「ヘンペルのカラス」の奇妙さを表したものとして「室内鳥類学」という表現がある。これは、実物のカラスが1羽も観察できない室内でも、室内にある黒くないものを次々と観察することで、「ヘンペルのカラス」の論法に従ってカラスについての性質の確証性を高めることができてしまうという奇妙さを指摘したものである。実際には「世の中の全ての黒くないものを全て調べる」という前提を満たせていなくとも、室内をくまなく調査して、世の中の全体を把握するために十分なサンプルが得られたと判断すれば、類推による一般化によって「カラスは黒い」という命題の妥当性を高めることができるし、同様の方法で「カラスは白い」「カラスは赤い」といった命題も、「白くないもの」や「赤くないもの」の総数によっては、最も確からしい命題となるかもしれない（「確証性の原理」も参照）。これ自体は一般化の不適切な例であり、誤謬であるのだが（「早まった一般化」を参照）、この論法の「実物を観察できなくても」という前提を「観察できないものについても」と言い換えることができるならば、同様の形式で「八本脚でないもの」を調べて「火星人ではない」ことを確認していき、「火星人は八本脚である」と結論づけることもできてしまう。
さらに、「世の中の全ての黒くないものを全て調べる」場合、「『黒くないもの』の数」をどのように考えるかも問題になる。例えば、白人の指を「黒くないもの」の一つと数えるか、それともその指や手足全体を含んだ人間一人を一つと数えるかによって、「黒くないもの」の数は変わる。一般的には、世界中の事物から何を「黒くないもの」として分節化・概念化するかという可能性は無限にあり、「黒くないもの」を無限に見積もることも可能である。「世の中の全ての」の範囲についても問題である。宇宙には無限に「黒くないもの」があるとすれば、実際にヘンペルの論法を証明に用いることはできなくなる。「黒くないものはカラスでない」ことを証明するために「黒くないもの」を順に調べようとしても、その作業は永遠に終わらないからである。
もし、カラスの存在が確かなものとして前提にでき、さらに「黒くないもの」の総数を有限であると仮定したとしても、「ヘンペルのカラス」が直観に反する理由は、「黒くないもの」の数が想像を絶して大きいことが挙げられる。ある命題について、それが真であることを確かめるには個々の事例を全て調べ尽くすことができればよい。命題の正しさの信頼度合は、調べた事例の全事例に対する比率に一致する（確証性の原理）。しかし「黒くないものはカラスではない」という命題の真偽を調べる場合、また「黒くないもの」の数は極めて大きいので、「黒くないもの」を全て調べることは事実上不可能である。この論法を「カラスのパラドックス」とも呼ぶのは、ヘンペルの論法に従って「カラスが黒い」ことを証明するのが現実には不可能であるという見地に立ったものである。このように不可能なことを可能であるかのように扱う論法は、相手を納得させるための証明手段としては不適切である。
一方、実際に調べなければならない個々の事例が常識的な数であれば、対偶論法による証明は有効である。例えばカラスを含む数十種類の動物を飼っている動物園があったとする。この動物園には、赤・青・黄色・黒の四つの檻があり、この他の檻や、檻の外で飼育されている動物は存在しない。黒以外の三つの檻をすべて見終わった時点で、（黒以外の）どの檻にもカラスはいないことを確かめた。このとき、カラスがこの動物園で飼育されているという前提が確かならば、「カラスは黒い檻にいる」ということは、実際にカラスを見るまでもなく明らかである。また、元の命題に当てはまるものが対象全体のうち多数を占める場合など、対偶を調べた方が容易となる場合もある。例えば多数のカラスで構成された群れの中に、少数の黒くないものが混じっているような場合に、群れの中の全てのカラスが黒いことを証明するような場合がそうである。
以上の説明で分かるように、対偶論法を用いると日常の感覚とは相反する帰結が得られる。ゆえに、ヘンペルの論法による確証は、対象が存在する・対象の総数が事実上有限と見なしてよい…などの諸前提が成り立ってはじめて、現実的に有用なものとなる。
もっとも、通常の論理学では、この作業が仮に不可能であってもヘンペルの論法は正しいことになる。従って、実際には証明の遂行ができなくても「論理的には正しい」ということになり、感覚的には奇妙な結論が得られることに変わりはない。

## 白いカラスの実在

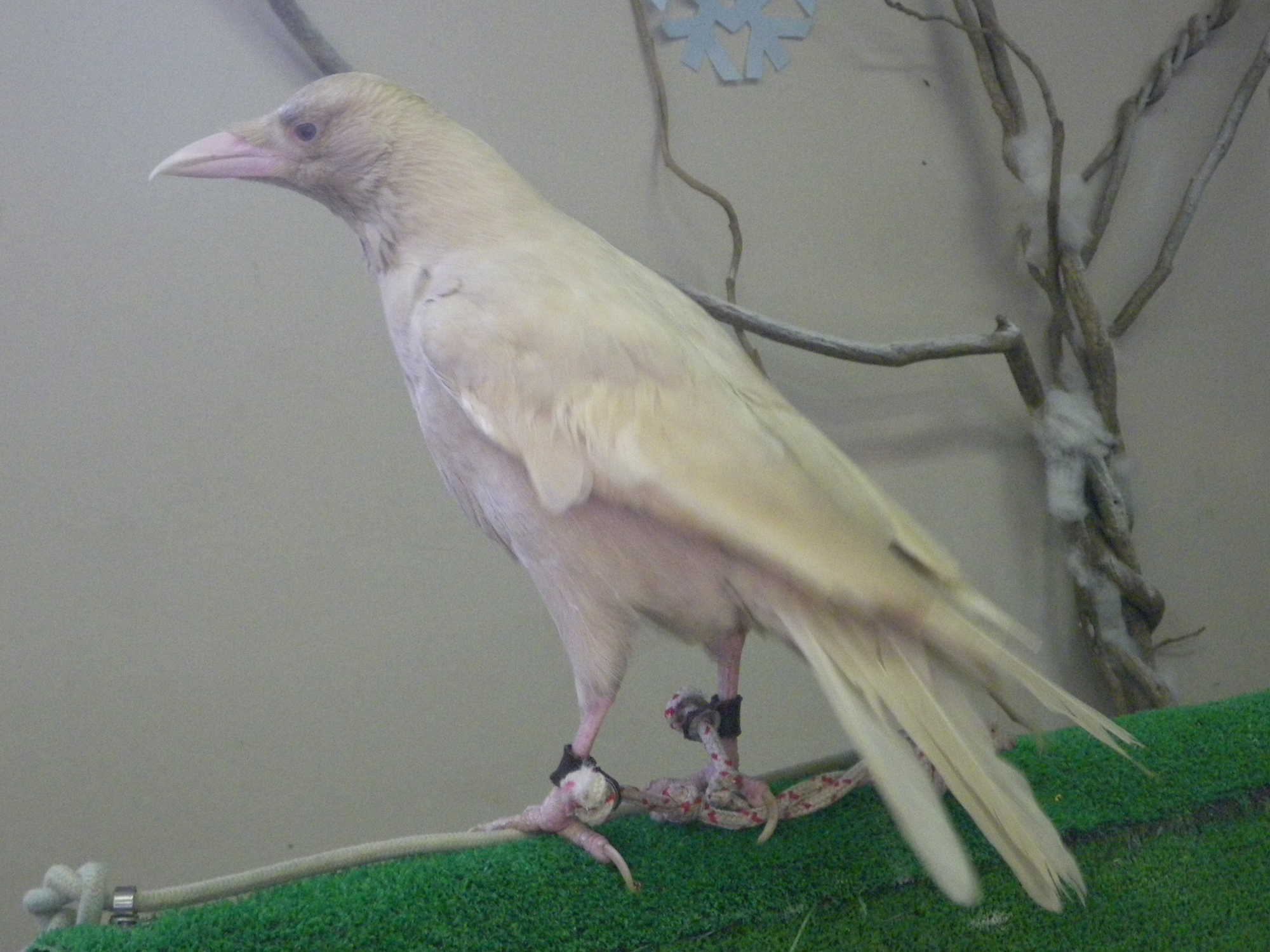
黒くないがカラスである（アルビノのハシボソガラス）

余談であるが、「全てのカラスは黒い」という命題は反証されている。というのも、アルビノもしくは白変種のカラス、すなわち「黒くない」カラスの実在が観測されているからである。また、東南アジアに生息するカラスの多くは、腹が白い、全体に灰色であるなど、黒一色でない。
このように黒くないカラスが1羽でも見つかれば全称命題である「全てのカラスは黒い」は誤りであると証明することができる。例えば「ヘンペルのカラス」の方法に従ってこの命題の真偽を確かめる場合、白い鳩や白鳥など、世界中のあらゆる「黒くないもの」をしらみつぶしに調べていけば、いつか「黒くない」アルビノのカラスに行き当たるので、命題が偽であることが証明される。「全てのカラスは黒い」という仮定が誤りであることと、その対偶「黒くないものはカラスでない」もまた誤りであることは同値である。
こうした事実は、科学の分野における命題には、実験や観察といった経験によって誤りであることが証明される可能性（反証可能性）があることを示している。

## 対偶論法を使用できない問題について
対偶論法とは、対偶を用いて命題の真偽を推論する推論規則である。
具体的には、ある命題 {\displaystyle P} , {\displaystyle Q} に対して、「 {\displaystyle P} が成立するならば、 {\displaystyle Q} は成立する。」という命題の対偶「 {\displaystyle Q} が成立しないならば、 {\displaystyle P} は成立しない。」を用いて議論するのが対偶論法である。
しかし、命題「全てのカラスは黒い」について考えると、「カラスが成立する。」「全てのカラスが成立する。」「黒いが成立する。」「全て黒いが成立する。」などの文はそもそも日本語の文として意味をなしておらず、数学的な命題とは言えない。
同様に、これらの否定「カラスでないが成立する。」「全てカラスでないが成立する。」「黒くないが成立する。」「全て黒くないが成立する。」などの文を「ならば」で接続することで得られる"対偶のような文"もまた日本語の文として意味をなしておらず、数学的な命題とは言えない。
このような問題が生じてしまう原因は、もとの「全てのカラスは黒い」という命題が2つの命題から構成されていないことにある。
「ならば」という操作は、「含意」と呼ばれる論理演算子の一種であり、２項演算である。すなわち、この操作を行ってできた命題は、必ず2つの命題から構成されている。
しかし、「全てのカラスは黒い」という命題は1つの命題から構成されており、これ以上分割することができない。
従って、そもそも「全てのカラスは黒い」の対偶を取ることは不可能なのである。